# 文艺复兴三杰
文艺复兴三杰，分指三位名家，有以下定義。
在文學界，意大利是人文主义文学的发源地，但丁、薄伽丘是文艺复兴的先驱，被称为「文艺复兴三巨星」，也称为「文坛三杰」。
在艺术界，15世纪后期至16世纪前半期，意大利文艺复兴运动达到鼎盛，出现了「美術三傑」或「畫壇三傑」，他们三人分别是、米开朗基罗和拉斐尔。